# Looma
Looma is een plaats in de regio Kimberley in West-Australië. De bevolking bestaat voornamelijk uit Aborigines.

## Geschiedenis
Looma ontstond in de jaren 1970 op grond afgestaan door 'Liveringa Station', om er arbeiders voor een irrigatieproject aan de rivier de Fitzroy te vestigen. Het was een van de eerste officieel erkende Aboriginesgemeenschappen in de regio Kimberley, een nieuw modeldorp. Looma is de naam die de Walmajarri Aborigines aan de blauwtongskink geven.
In 1982 werd in Looma een onderafdeling van de school in Camballin opgericht. Een jaar later sloot de school in Camballin de deuren. De officiële opening van de school in Looma vond plaats op 14 november 1986. In 1998 werd het een 'District High School' en in 2003 een 'Remote Community School'. Het onderwijzend personeel is in Camballin gehuisvest.
Na onenigheid binnen de gemeenschap werd in de jaren 1990 - door voornamelijk Nyikina Aborigines - New Looma opgericht, twee kilometer ten zuiden van oude Looma. De twee gemeenschappen bestaan naast elkaar. In 2012 werd in New Looma een politiekantoor opgericht.

## Ligging
Looma maakt deel uit van het lokale bestuursgebied (LGA) Shire of Derby-West Kimberley waarvan Derby de hoofdplaats is. Het ligt tussen de Great Northern Highway en de rivier de Fitzroy, 2.406 kilometer ten noordnoordoosten van de West-Australische hoofdstad Perth, 205 kilometer ten westen van Fitzroy Crossing en 95 kilometer ten zuidoosten van Derby.
Looma heeft een school, een medisch centrum, een politiekantoor, een winkel en een garage/tankstation.

## Bevolking
In 2021 telde Looma 397 inwoners, tegenover 393 in 2006. Meer dan 95 % van de bevolking is van inheemse afkomst en bestaat voornamelijk uit mensen van de Walmajarri, Nyikina en Mangala taalgroepen. Looma ligt in de 'Nyikina Mangala native title-claim'. In 2014 werd de eis gegrond verklaard.